# Leucophanes radula
Leucophanes radula là một loài rêu trong họ Calymperaceae. Loài này được Thwaites & Mitt. A. Jaeger mô tả khoa học đầu tiên năm 1880.